# Miejski Ogród Botaniczny w Zabrzu
Miejski Ogród Botaniczny w Zabrzu – otwarty dla publiczności w 1938 ogród botaniczny, zajmujący powierzchnię 6,36 ha. Mieści się przy ul. Józefa Piłsudskiego 60 w Zabrzu, w pobliżu obiektów sportowych KS Górnik.
Ogród podzielony jest na część botaniczną oraz parkową. Część botaniczna zachowana jest w geometrycznym stylu charakteryzującym ogrody typu francuskiego, natomiast część parkowa nawiązuje do typowo krajobrazowych ogrodów angielskich.

## Historia
Pierwsze projekty dotyczące zieleni miejskiej Zabrza powstały w 1928, kiedy dyrektorem Miejskiego Zarządu Zieleni został absolwent Gartenbauschule w Berlinie Fritz Berckling. Z powodu wielkiego kryzysu w latach 1929–1933 ich realizacja została zawieszona. Projekt Centralnego Ogrodu Szkolnego  (niem. Botanischer Zentralschulgarten) Berckling zaprezentował 14 października 1936. W ogrodzie postanowiono zaprezentować kompletny zestaw roślin dziko rosnących na terenie ówczesnych Niemiec. Prace wspierały władze miasta z nadburmistrzem Maxem Filluschem. Pierwotnie ogród miał kształt nieregularnego czworoboku o powierzchni około 3 ha. Znajdował się w narożniku ul. Michaelstrasse (obecnie ul. Piłsudskiego) i towarowej linii kolejowej Nowy Bytom – Gliwice Sośnica. Ogród posiadał cztery części: leśno-edukacyjną, systematyczno-użytkową, krajobrazową oraz gospodarczo-ogrodniczą. W części krajobrazowej znajdował się staw z roślinami wodnymi i nadbrzeżnymi, z którym sąsiadowały bagno i wilgotna łąka oraz alpinarium. Ogród otwarto dla publiczności pod koniec czerwca 1938. Budowę szklarni ukończono we wrześniu 1939. Rozwój placówki przerwany został w 1942 w czasie II wojny światowej.
Gdy w 1945 ogród wszedł pod zarząd Plantacji Miejskich, część drzewostanu była zdewastowana. W latach 1947–1953 ogród powiększono o teren uzyskany po dawnej cegielni. Rozbudowano palmiarnię. Od 1953 placówka podlegała Miejskiemu Przedsiębiorstwu Gospodarki Komunalnej w Zabrzu. W 1957 sporządzony nowy wykaz roślin, oznakowano drzewa i krzewy tabliczkami z nazwami polskimi i łacińskimi, przynależności systematycznej i zasięgu geograficznym. W 1960 po raz kolejny powiększono areał parkowy o tereny z wyrobiskiem, które przekształcono w staw. W 1997 Miejski Ogród Botaniczny wyodrębniono z Miejskiego Przedsiębiorstwa Gospodarki Komunalnej. Od 2000 ogród jest miejską jednostką budżetową, od 2006 posiada statut prawny placówki naukowo-badawczej nadany przez Ministerstwo Środowiska.

## Roślinność
Miejski Ogród Botaniczny w Zabrzu posiada w części parkowej ok. 5000 okazów drzew i krzewów. W 2004 założono rozarium z 2500 sztuk róż w 64 odmianach. W szklarniach prezentowanych jest 5000 sztuk roślin z różnych stref klimatycznych całego świata (palmiarnia, kolekcja kaktusów i innych sukulentów z rodzin: wilczomleczowatych, gruboszowatych, agawowych, liliowatych, pryszczyrnicowatych i trojeściowatych).
Kolekcja dendrologiczna obejmuje ok. 260 taksonów drzew i krzewów, m.in. berberys, dereń, irga, krzewuszka, kasztan jadalny, korkowiec amurski, kuningamia chińska, amorfa krzewiasta, kielichowiec wonny, surmia, tulipanowiec, glediczja, cypryśnik błotny i choina kanadyjska.
Ciekawostką ogrodu jest mieszaniec wegetatywny Crataegomespilus dardari var. asnieresii, powstały przez zaszczepienie nieszpułki na głogu. Do gatunków objętych w Polsce ochroną prawną (współcześnie lub dawniej), występujących w ogrodzie zalicza się: cisa pospolitego, konwalię majową, przytulię wonną, barwinka pospolitego, kalinę koralową, parzydło leśne i bluszcz pospolity.